# Helmut Rupprecht
Helmut Rupprecht (* 8. August 1908 in Berlin; † 19. November 1990 in Berlin-Köpenick) war ein deutscher Gartenbauwissenschaftler.

## Leben
Rupprecht wurde nach der Promotion 1942 an der Friedrich-Wilhelms-Universität Berlin im Jahr 1945 zum Dozenten für Zierpflanzenbau an die Fachschule für Gartenbau Erfurt ernannt und zum Lehrbeauftragten für Zierpflanzenproduktion an die Humboldt-Universität zu Berlin berufen. 1950 wurde er mit der Wahrnehmung der Professur für das Fachgebiet „Zierpflanzenbau“ beauftragt und 1952 als Professor mit Lehrstuhl und Direktor des Instituts für Zierpflanzenbau berufen.

## Schriften (Auswahl)
- Wundheilungs- und Verwachsungsvorgänge bei Winterveredlungen von Edelrosen. Dissertation. Berlin 1942; Deutscher Bauernverlag, Berlin 1954, OCLC 71912507.
- Treiben und Verfrühen von Blütengehölzen. Neumann Verlag, Radebeul 1965, OCLC 720387620.
- Rosen unter Glas. 2. Auflage, Neumann Verlag, Leipzig 1976, OCLC 251507201.
- Die Freesie. Deutscher Landwirtschaftsverlag, Berlin 1988, ISBN 3-331-00274-7.